# Mesoprionus asiaticus
Prionus asiaticus — вид жуков из подсемейства прионин семейства жуков-усачей.

## Описание
Дольки третьего членика задних лапок значительно уже, чем передних. Надкрылья сильно или заметно морщинистые.